# Vaso dei Guerrieri

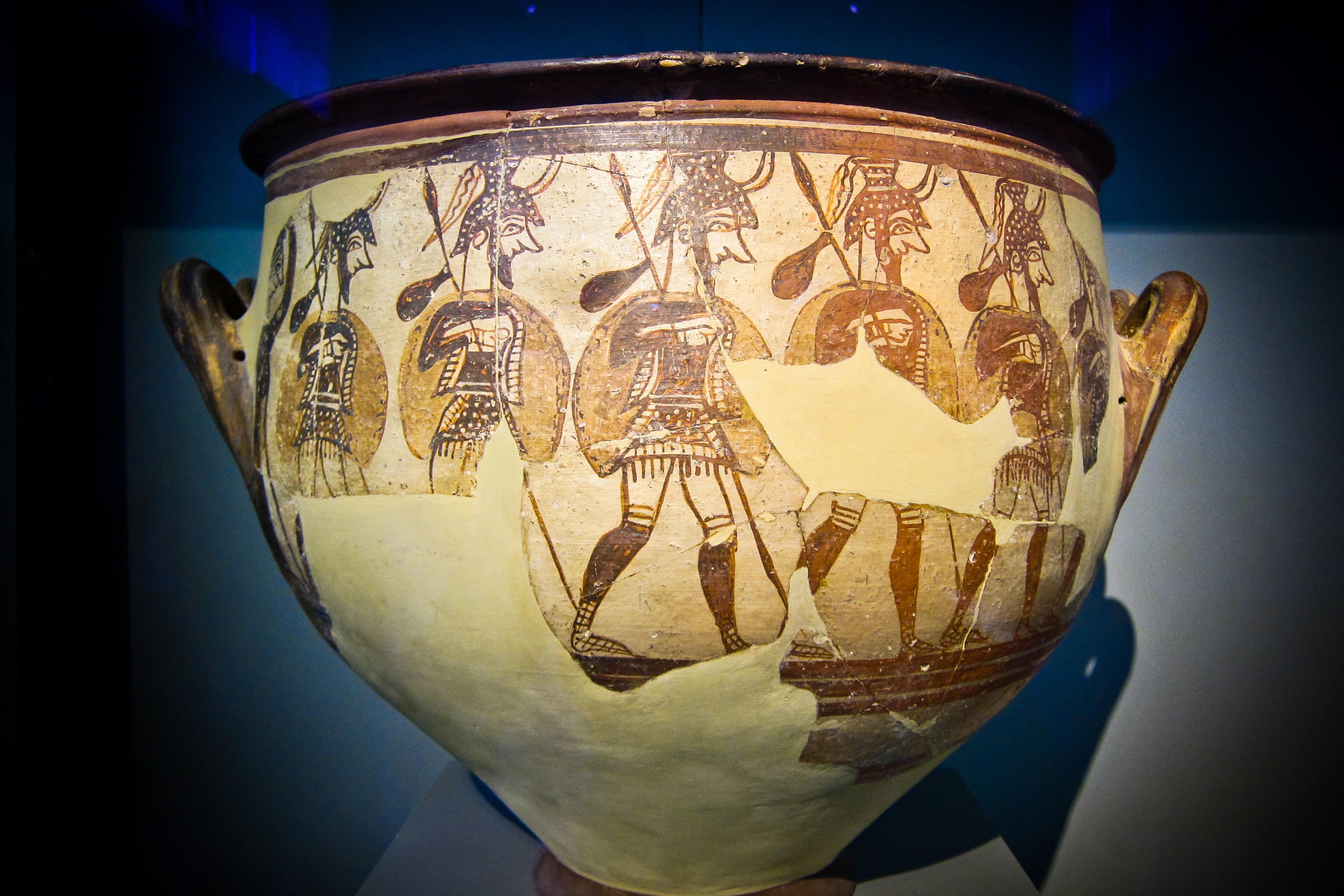
Il Vaso dei Guerrieri.

Il Vaso dei Guerrieri (in inglese Warrior Vase), anche noto come Cratere dei Guerrieri, è uno dei tesori più importanti del Museo Archeologico Nazionale di Atene e probabilmente il pezzo più noto di ceramica micenea. Scoperto da Heinrich Schliemann in una casa a sud del Circolo A di Micene, il vaso è datato attorno al 1150 a.C.  (verso la metà del Tardo Elladico IIIC).
(Heinrich Schliemann, "Mycenae: A Narrative of Researches and Discoveries at Mycenae and Tiryns")
Il Vaso dei Guerrieri è un cratere, un grosso recipiente utilizzato per la diluizione del vino con l'acqua, consuetudine che gli antichi Greci credevano essere un segno di comportamento civile. È alto 42 cm e presenta anse arricchite da protomi di animali cornuti e raffigurazioni di uccelli. L'ampio fregio di soldati armati sul vaso ha suggerito il nome datogli da Schliemann. La decorazione rappresenta dei guerrieri in marcia verso la battaglia mentre una donna sconsolata li saluta agitando una mano. I guerrieri indossano gonnellini ed elmi punteggiati di bianco ed hanno il naso particolarmente lungo. Il cratere è una delle principali fonti sull'armamentario in uso negli ultimi secoli del II millennio a.C.